# 木贼属
木賊屬（學名：Equisetum）是蕨類植物的一屬，共有15個物種。此屬植物幾乎分佈在全世界上，除了澳洲和南極洲之外。它們是多年生草本植物，有會在冬天死去的（大部份的溫帶物種）或為常綠植物的（某些熱帶物種和溫帶物種「木賊、藺木賊、斑紋木賊」和「節節草」）。大多有0.2至1.5公尺高，但沼生問荊可達2.5公尺高，且熱帶美洲物種的巨木賊可達5公尺高，墨西哥木賊則可達8公尺高。
属名Equisetum源于拉丁语equus（马）和seta（刺毛）的合成词。

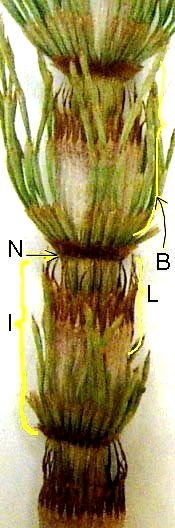
莖部：N = 節點，I = 節間，B = 輪生體中的分枝，L = 結合的大葉

在此類植物中，葉子大幅地退化於輪生體中，部份則和節鞘相結合。莖部是綠色的且可行光合作用，並有中空、有節與有脊線等特徵。在每一節點上可能有或沒有分枝的輪生體；但若出現了的話，其分枝除了較小外，和主幹沒有差別。
孢子生成於位於某些莖部頂端之孢子囊穗（類似松毬的結構）裡的孢囊梗內。在許多物種裡，有孢子囊穗的莖部不會有分枝；而有些（如問荊）則不會行光合作用，且在春天很早地便和可行光合作用的莖部分離生長出去。在另外的一些物種（如犬問荊）裡，它們和一般不生育的莖部非常相像，都會行光合作用，且具有分枝的輪生體。
木賊屬的孢子大多是無性孢子，但問荊較小的孢子則可以產生出雄性的原葉體。孢子含有四個彈絲，有如濕度感應彈簧般地作用著，讓孢子只會在孢子體已縱向地裂開後才開始傳播。
許多此屬的植物喜歡潮濕的沙土，而有一些則是水生的，且亦有部份是適應潮濕的黏土。其中一個物種－問荊可以是一種很煩人的雜草，因為它很容易在拔掉後又再長出來。其莖部是由地下莖長出來的，而其地下莖長在很深的地底，且幾乎不可能被挖出。它也不受許多被用來殺死種子植物的除草劑影響。某些物種的葉子是有毒的，若放牧的動物誤食了很大量的話。木賊屬在日本是可以拿來料理且食用的。
可以當作一種利尿劑，減輕發炎及減少肌肉的抽筋和痙攣。有助於鈣質的吸收，可促進皮膚的健康和強化骨骼、頭髮、指甲和牙齒。幫助骨折和結締組織恢復健康。加強心臟和肺臟。對於治療關節炎、骨骼疾病，如骨質疏鬆、支氣管炎、心血管疾病、水腫、膽囊疾病、痛風、肌肉痙攣、和前列腺疾病有效。可減少出血和加速燒燙傷的痊癒。
木賊在種子植物稱霸地球之前曾經是更巨大且更多樣的類群。某些物種可以達到30公尺的高度。

## 物種

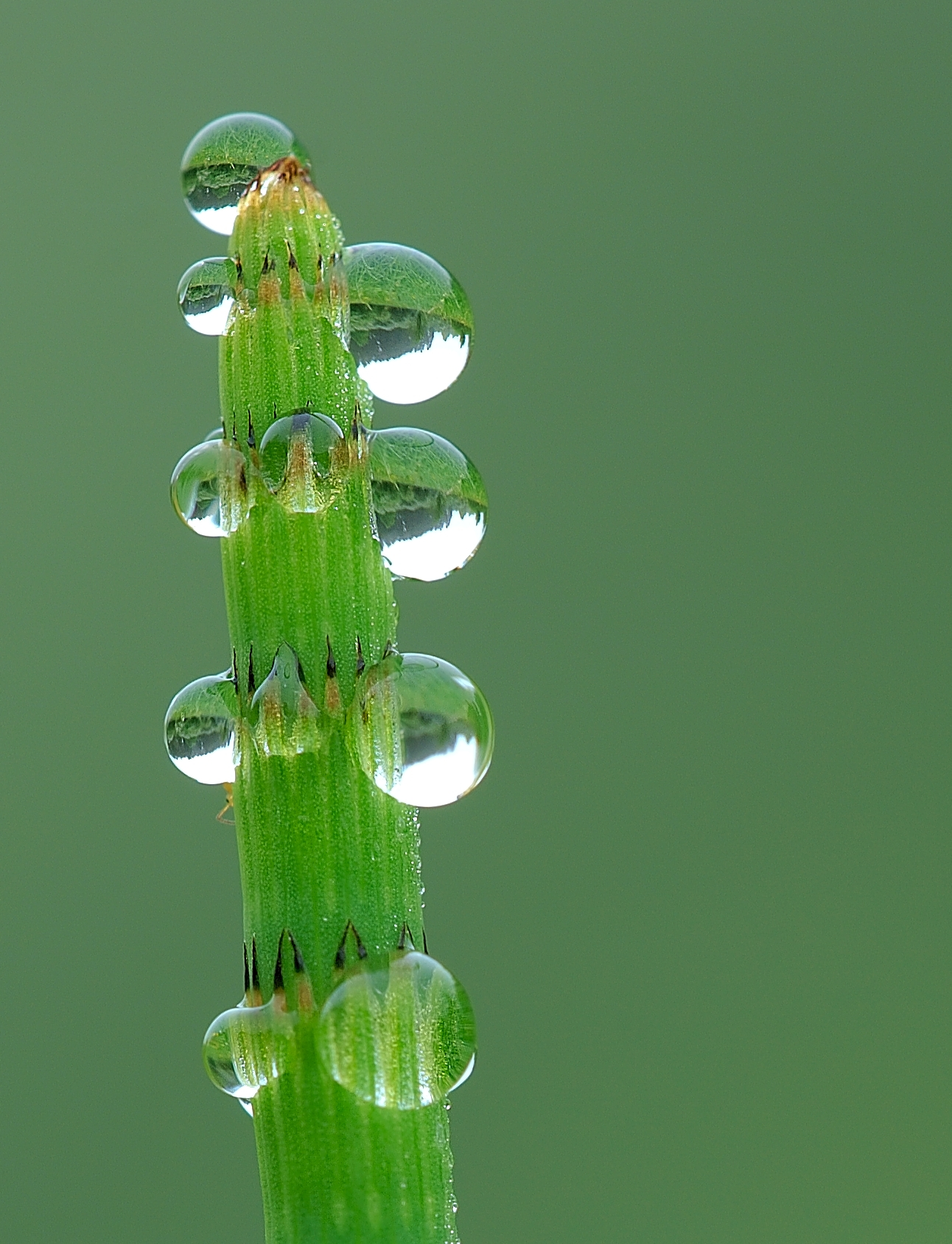
水問荊嫩芽

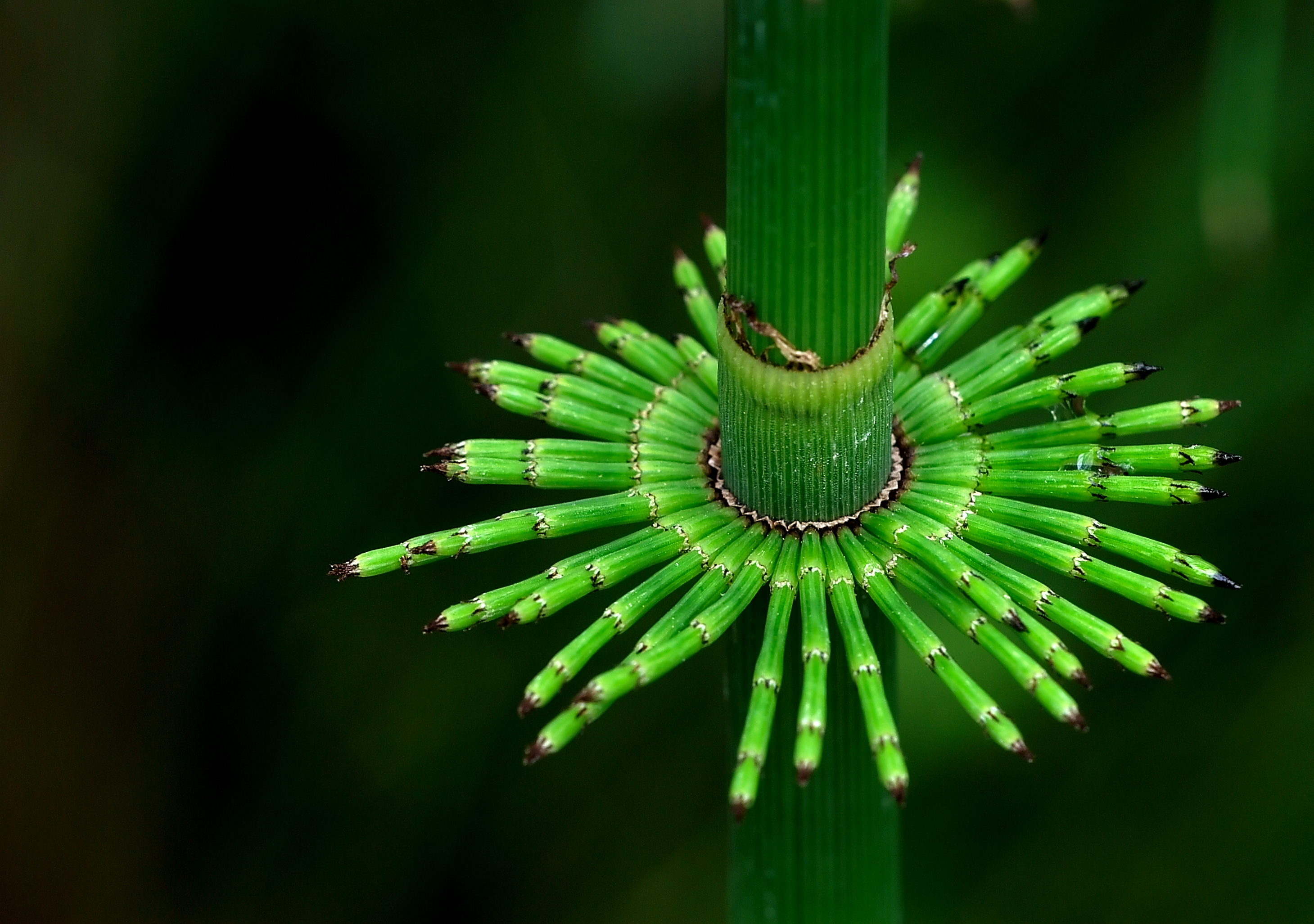
草问荆

### 問荊亞屬
- 問荊 Equisetum arvense
- 安地斯問荊 Equisetum bogotense
- 披散問荊 Equisetum diffusum
- 水問荊 Equisetum fluviatile
- 犬問荊 Equisetum palustre
- 草問荊 Equisetum pratense Ehrh., 1784
- 林問荊 Equisetum sylvaticum L., 1753
- 沼生問荊 Equisetum telmateia

### 木賊亞屬
- 巨木賊 Equisetum giganteum
- 墨西哥木賊 Equisetum myriochaetum
- 木賊 Equisetum hyemale
- Equisetum laevigatum
- 節節草 Equisetum ramosissimum
- 藺木賊 Equisetum scirpoides
- 斑紋木賊 Equisetum variegatum

## 杂交種
問荊亞屬內物種的混種
- Equisetum × litorale  Kühlew ex Rupr. 异名：Equisetum fluviatile × Equisetum arvense
- Equisetum × dycei  C.N.Page，异名 Equisetum fluviatile × Equisetum palustre
- Equisetum × willmotii  C.N.Page，异名：Equisetum fluviatile × Equisetum telmateia
- Equisetum × rothmaleri  C.N.Page，异名：Equisetum arvense × Equisetum palustre
- Equisetum × robertsii  Dines，异名： Equisetum arvense × Equisetum telmateia
- Equisetum × mildeanum  Rothm.，异名：  Equisetum pratense × Equisetum sylvaticum
- Equisetum × bowmanii  C.N.Page，异名：  Equisetum sylvaticum × Equisetum telmateia
- Equisetum × font–queri  Rothm.，异名：  Equisetum palustre × Equisetum telmateia

木賊亞屬內物種的混種
- Equisetum × moorei  Newman，异名：  Equisetum hyemale ×  Equisetum ramosissimum
- Equisetum × trachydon  A.Braun，异名：  Equisetum hyemale ×  Equisetum variegatum
- Equisetum × schaffneri  Milde，异名：  Equisetum giganteum ×  Equisetum myriochaetum
- Equisetum × ferrissii  Clute，异名：  Equisetum hyemale ×  Equisetum laevigatum
- Equisetum × nelsonii  (A.A.Eat.) Schaffn.，异名：  Equisetum laevigatum ×  Equisetum variegatum

## 延伸阅读
[在维基数据编辑]
 《欽定古今圖書集成·博物彙編·草木典·木賊部》，出自陈梦雷《古今圖書集成》
 《植物名實圖考·木賊》，出自吳其濬《植物名實圖考》

## 外部連結
- 木賊, Muzei （页面存档备份，存于） 藥用植物圖像數據庫 (香港浸會大學中醫藥學院) （繁體中文）（英文）
- 木賊 中藥材圖像數據庫  (香港浸會大學中醫藥學院) （中文）（英文）